# Mathons
 Mathons  ist eine französische Gemeinde mit 69 Einwohnern (Stand 1. Januar 2022) im Département Haute-Marne in der Region Grand Est. Sie gehört zum Arrondissement Saint-Dizier und zum Kanton Joinville.

## Geographie
Mathons liegt rund neun Kilometer westlich von Joinville und ist umgeben von den Gemeinden Morancourt, Guindrecourt-aux-Ormes, Nomécourt und Ferrière-et-Lafolie.

## Bevölkerungsentwicklung
| Jahr      | 1962 | 1968 | 1975 | 1982 | 1990 | 1999 | 2011 | 2018 |
| --------- | ---- | ---- | ---- | ---- | ---- | ---- | ---- | ---- |
| Einwohner | 92   | 75   | 68   | 55   | 51   | 52   | 64   | 66   |

## Sehenswürdigkeiten
- Kirche Notre-Dame-de-l’Assomption (Mariä Himmelfahrt), Ende 13./Anfang 14. Jahrhundert, Monument historique wegen der Fresken, die vermutlich aus dem 14. Jahrhundert stammen
- Ruinen der Prieuré de Bonshommes des Grammontenser-Ordens

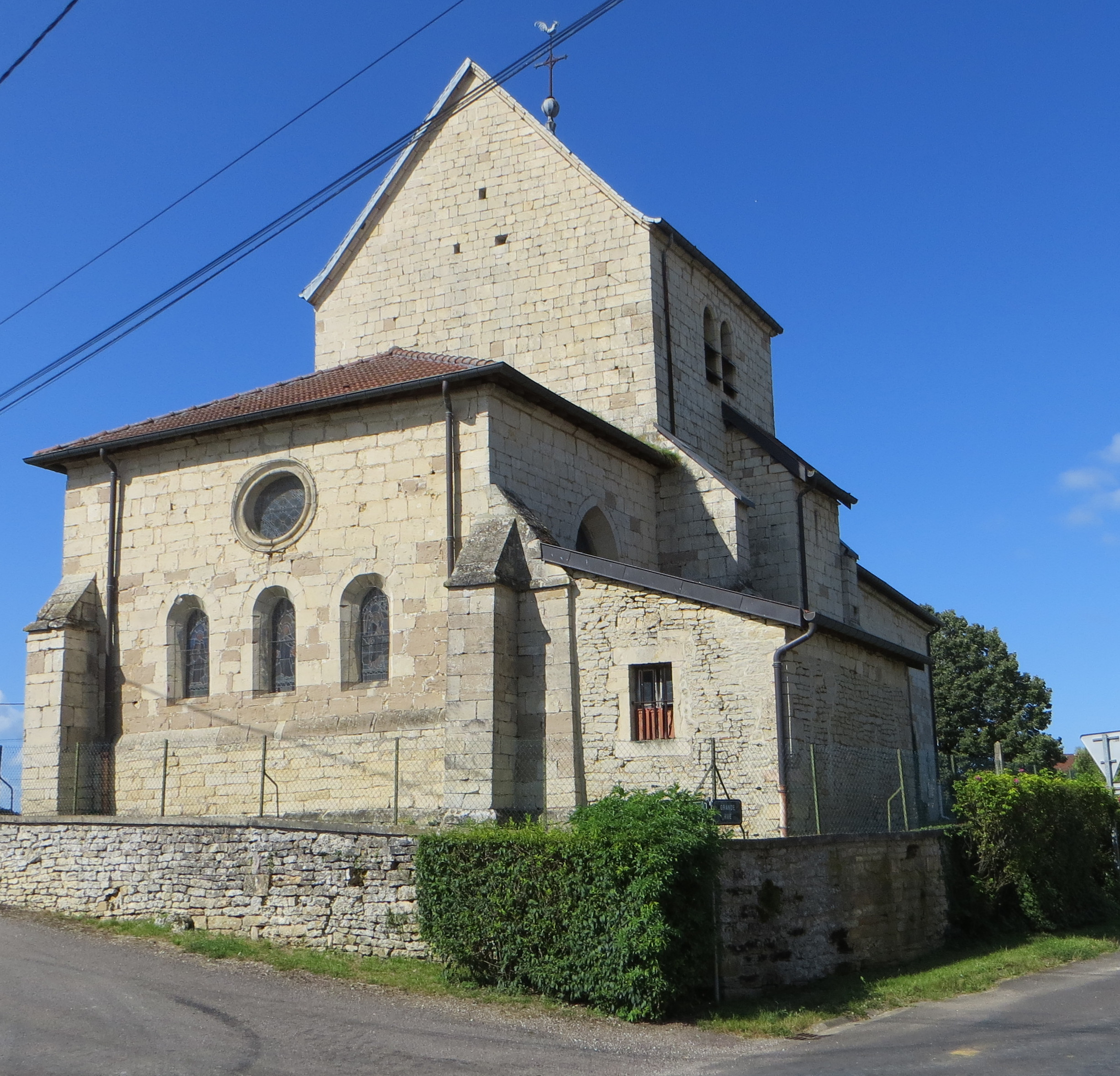
Kirche Mariä Himmelfahrt